# Lukavec Posavski
Lukavec Posavski is een plaats in de gemeente Sisak in de Kroatische provincie Sisak-Moslavina. De plaats telt 133 inwoners (2001).